# Yuri Korneev
Yury Ivanovich Korneyev (cirílico: Юрий Иванович Корнеев) (Moscovo, 26 de março de 1937 - Moscovo, 17 de junho de 2002) foi um basquetebolista russo que integrou a Seleção Soviética que conquistou duas Medalhas de prata disputada nos XVII Jogos Olímpicos de Verão de 1960 realizados em Roma e nos XVIII Jogos Olímpicos de Verão de 1964 realizados em Tóquio.

## Seleção nacional
Korneev era um membro regular da seleção soviética sênior de basquete. Korneev ganhou duas medalhas de ouro no EuroBasket, em 1959 e 1961, duas medalhas de prata nos Jogos Olímpicos de verão, em 1960 e 1964, e uma medalha de bronze no Campeonato Mundial da FIBA de 1963.